# Patrick Murphy
Patrick Murphy (Albury (New South Wales), 22 februari 1984) is een Australische zwemmer die zijn vaderland vertegenwoordigde op de Olympische Zomerspelen 2004 in Athene en op de Olympische Zomerspelen 2008 in Peking.

## Carrière
Murphy maakte zijn internationale debuut op de Olympische Zomerspelen van 2004 in Athene. In Athene strandde hij in de series op de 200 meter rugslag.
Tijdens de wereldkampioenschappen zwemmen 2005 in Montreal werd de Australiër uitgeschakeld in de halve finales van de 200 meter rugslag. Op de 4x100 meter vrije slag legde hij samen met Michael Klim, Andrew Mewing en Leith Brodie beslag op de bronzen medaille. Samen met Nicholas Sprenger, Andrew Mewing en Grant Hackett veroverde hij de bronzen medaille op de 4x200 meter vrije slag.
Op de wereldkampioenschappen zwemmen 2007, voor eigen publiek, in Melbourne strandde Murphy in de halve finales van de 200 meter vrije slag. Op de 4x200 meter vrije slag sleepte hij samen Andrew Mewing, Grant Brits en Kenrick Monk de zilveren medaille in de wacht, op de 4x100 meter vrije slag zwom hij alleen in de series.
Tijdens de Australische zwemkampioenschappen 2008 in Sydney eindigde Murphy als vijfde op zowel de 100 als de 200 meter vrije slag, door deze prestaties plaatste de Australiër zich voor de Olympische Spelen op zowel de 4x100 meter als de 4x200 meter vrije slag estafette. Op de 4x100 meter vrije slag zwom hij in de series met Andrew Lauterstein, Leith Brodie en Matt Targett, in de finale behaalden Lauterstein en Targett samen met Eamon Sullivan en Ashley Callus de derde plaats. Hierdoor ontving Murphy de bronzen medaille voor zijn inspanningen in de series. Op de 4x200 meter vrije slag legde hij samen met Grant Hackett, Grant Brits en Nicholas Ffrost beslag op de bronzen medaille.

### 2009-heden
In de Italiaanse hoofdstad Rome nam Murphy deel aan de wereldkampioenschappen zwemmen 2009, op dit toernooi werd hij uitgeschakeld in de halve finales van de 200 meter vrije slag. Samen met Kenrick Monk, Robert Hurley en Tommaso D'Orsogna veroverde hij de bronzen medaille op de 4x200 meter vrije slag.
Op de wereldkampioenschappen kortebaanzwemmen 2010 in Dubai strandde de Australiër in de series van de 400 meter vrije slag, op de 4x200 meter vrije slag eindigde hij samen met Tommaso D'Orsogna, Mitchell Dixon en Kyle Richardson op de vijfde plaats.

## Internationale toernooien
| Jaar | Olympische Spelen                                                   | WK langebaan                                                                                 | WK kortebaan                             | PanPacs       | Gemenebestspelen |
| ---- | ------------------------------------------------------------------- | -------------------------------------------------------------------------------------------- | ---------------------------------------- | ------------- | ---------------- |
| 2004 | 18e 200m rugslag                                                    |                                                                                              | geen deelname                            |               |                  |
| 2005 |                                                                     | 16e 200m rugslag · 4x100m vrije slag · 4x200m vrije slag                                     |                                          |               |                  |
| 2006 |                                                                     |                                                                                              | geen deelname                            | geen deelname | geen deelname    |
| 2007 |                                                                     | 13e 200m vrije slag · 5e 4x100m vrije slag · Murphy zwom enkel de series · 4x200m vrije slag |                                          |               |                  |
| 2008 | 4x100m vrije slag · Murphy zwom enkel de series · 4x200m vrije slag |                                                                                              | geen deelname                            |               |                  |
| 2009 |                                                                     | 14e 200m vrije slag · 4x200m vrije slag                                                      |                                          |               |                  |
| 2010 |                                                                     |                                                                                              | 11e 400m vrije slag 5e 4x200m vrije slag | geen deelname | geen deelname    |

## Persoonlijke records
Bijgewerkt tot en met 16 juli 2010

### Kortebaan
| Afstand         | Tijd    | Datum           | Plaats   |
| --------------- | ------- | --------------- | -------- |
| 100m vrije slag | 48,69   | 2 november 2007 | Sydney   |
| 200m vrije slag | 1.44,78 | 3 november 2007 | Sydney   |
| 400m vrije slag | 3.42,02 | 16 juli 2010    | Brisbane |

### Langebaan
| Afstand         | Tijd    | Datum            | Plaats      |
| --------------- | ------- | ---------------- | ----------- |
| 100m vrije slag | 49,27   | 26 maart 2008    | Sydney      |
| 200m vrije slag | 1.45,95 | 13 augustus 2008 | Peking      |
| 400m vrije slag | 3.49,24 | 13 juni 2009     | Santa Clara |